# Нечаев, Михаил Ефимович
Михаил Ефимович Нечаев (1916—1942) — участник Великой Отечественной войны, Герой Советского Союза, командир батальона 130-й танковой бригады 24-го танкового корпуса 1-й гвардейской армии Юго-Западного фронта, капитан.

## Биография
Родился 12 августа 1916 года на станции Авдеевка, ныне город Донецкой области Украины, в семье рабочего. Русский.
Окончил 7 классов и школу ФЗУ. Работал слесарем.
В Красной Армии с 1935 года. В 1938 году окончил Горьковское танковое училище. Проходил службу в Киеве, Шепетовке. Принимал участие в освободительном походе советских войск в Западную Украину 1939 года. Член ВКП(б)/КПСС с 1941 года.
Участник Великой Отечественной войны с июня 1941 года. Война застала Михаила Нечаева во Львове. Затем сражался под Винницей и Киевом. За бои под Днепропетровском был награждён орденом Красного Знамени. Награду ему вручили в Сталинграде, куда часть прибыла на переформирование.
Батальон 130-й танковой бригады под командованием капитана Михаила Нечаева в боях 19-26 декабря 1942 года в районе железнодорожных станций Чертково, Тацинская уничтожил большое количество живой силы и боевой техники противника, захватил три эшелона с самолётами, горючим и продовольствием, обеспечил бригаде овладение важным железнодорожным узлом.
Погиб в бою 26 декабря 1942 года, врезавшись в бок фашистского танка, подорвав его.
Похоронен в станице Тацинской Ростовской области.

## Память
- Посёлок Быстрянский Тацинского района Ростовской области переименован в Нечаевск.
- В городе Авдеевка Донецкой области Украины, станице Тацинской и посёлке Углегорский Тацинского района Ростовской области именем отважного комбата названы улицы.
- В городе Авдеевке и станице Тацинской имя Героя носили пионерские отряды.
- Подвиг Михаила Нечаева изображён на панораме «Сталинградская битва».
- В станице Тацинской парк назван в честь Михаила Ефимовича.

## Награды
- Указом Президиума Верховного Совета СССР от 14 февраля 1943 года за образцовое выполнение боевых заданий командования на фронте борьбы с немецко-фашистскими захватчиками и проявленные при этом мужество и героизм капитану Нечаеву Михаилу Ефимовичу посмертно присвоено звание Героя Советского Союза.
- Награждён орденом Ленина, двумя орденами Красного Знамени и медалями.